# Nizar Ibn al-Mustansir
Nizar Ibn al-Mustansir, (ur. 26 września 1045, zm. 1095 w Kairze) – fatymidzki pretendent do tronu, przez nizarytów uważany za dziewiętnastego imama.
Fatymidzki kalif Al-Mustansir (1036–1094) zgodnie z szyicką zasadą "nassu" ("tekst") wyznaczył na następcę swojego najstarszego syna, Nizara. Sprawujący w chwili śmierci Al-Mustansira funkcję wezyra Al-Afdal (zm. 1121) preferował jednak kandydaturę przyrodniego brata Nizara, Ahmada (1094–1101). Urodzony w roku 1074 był on dużo młodszy od Nizara i całkowicie zależny od Al-Afdala, którego siostrę wówczas poślubił. Już w dzień po śmierci Al-Mustansira Al-Afdal umieścił Ahmada na fatymidzkim tronie z tytułem Al-Musta’li bi-Allah. Wspierany przez armię wezyr uzyskał od notabli przysięgę lojalności dla nowego kalifa. Późniejsi ismailici mustaliccy twierdzili, iż Al-Mustansir wydał na łożu śmierci dekret, w którym wyznaczał Al-Musta’liego na swojego następcę.
W rzeczywistości jednak Al-Mustansir nigdy nie odwołał praw Nizara do sukcesji i ten odmówił uznania Al-Musta’liego i uciekł do Aleksandrii. Tam otrzymał silne poparcie miejscowych frakcji wojskowych działających pod przywództwem namiestnika Nasr ad-Dauli Aftakina, które niegdyś zostały poskromione przez ojca Al-Afdala, Badr al-Dżamaliego (zm. 1094). Wkrótce Nizar obwołał się kalifem, przyjmując tytuł Al-Mustafa li-Din Allah, oraz odebrał przysięgę wierności od popierającej go ludności miasta. Początkowo odnosił on sukcesy w walce z Al-Afdalem i wspierany przez arabskich sojuszników dotarł aż do granic Kairu. Później jednak stworzona przez niego koalicja osłabła i po krótkim oblężeniu Aleksandrii Nizar poddał się Al-Afdalowi pod koniec 1095 roku. Jeszcze w tym samym roku Nizar na rozkaz Al-Musta’liego został stracony w Kairze. Pozostawił on jednak po sobie męskich potomków, i niektórzy z nich buntowali się przeciwko późniejszym kalifom fatymidzkim. Na czele ostatniego z tych buntów stanął w roku 1161 wnuk Nizara.
Spór o sukcesję po Al-Mustansirze na trwałe podzielił ismailitów na zwolenników imamatu Al-Musta’liego, zwanych mustalitami, i Nizara, zwanych nizarytami. Pierwszego uznały ismailickie wspólnoty w Egipcie, Jemenie i zachodnich Indiach. Drugiego natomiast działający pod przywództwem Hasana-i Sabbaha (zm. 1124) ismailici irańscy. W Syrii walczyli ze sobą przedstawiciele obu ugrupowań, ostatecznie wśród tamtejszych ismailitów zwyciężyła jednak opcja nizarycka. Ismailici Azji Środkowej prawdopodobnie przez pewien czas nie angażowali się po żadnej ze stron, potem jednak podporządkowali się przywódcom nizarytów irańskich.
Możliwe iż przynajmniej przez pewien czas perscy nizaryci nie wiedzieli o śmierci Nizara. W każdym razie przez jakieś siedemdziesiąt lat po niej w Alamucie bito monety z jego imieniem. Nie jest jasne czy pierwsi nizaryci uważali, iż Nizar przeszedł do ukrycia i czekali na jego pojawienie się. Niemniej władcy Alamutu używali tytułu "hudżdża", to jest "dowód, wskazówka" –  w domyśle na istnienie nieobecnego imama, który powróci jako mahdi. Jednocześnie już w czasach Hasana-i Sabbaha wielu nizarytów uważało, że z Egiptu do Iranu w tajemnicy przewieziono syna lub wnuka Nizara. W roku 1164 czwarty z władców Alamutu, Hasan II (1162–1166), zaczął przyznawać sobie status już nie hudżdży, ale samego imama. Jego syn i następca, Muhammad (imam 1166–1210), ogłosił, że on i jego ojciec w rzeczywistości są potomkami wnuka Nizara, Al-Muhtadiego, którego niegdyś sekretnie przetransportowano do Alamutu, a później ukrywano.